# TVNラビリンスシアター
『TVNラビリンスシアター』（ティーブイエヌ ラビリンス シアター）は、奈良テレビで2003年11月7日から2008年3月28日まで放送されていた映画番組である。

## 概要
昔の洋画を中心に放送。番組冒頭には奈良テレビ放送社長弓場季彦による、時にネタバレを含む数分から十数分に渡る解説が入った。
解説の最後には、弓場が「未来も見える 奈良テレビ放送です」と言って締めくくり、そのまま映画本編に入った。
本番組に出演していた弓場は、奈良テレビ放送の社長就任後、「企業のリーダーは自らが広告塔に徹していくべきだ」という考えのもと、弓場自らが制作総指揮として番組の制作に関与する番組や、ゲストや司会として出演する番組を多数スタートさせた。本番組もこうした経緯でスタートした番組の一つであった。。
弓場の社長退任前の2008年3月に弓場が関わる番組が一斉に終了した際、本番組も同年3月28日を以って放送を終了した。
本番組は、弓場の社長在任時に書籍化が行われ、計1巻が発売されていた。

## 放送時間
前番組の終了時間によって左右されるが、原則として毎週金曜日の23:58から。以前は24:30からの放送だった。
番組終了時間は映画の長さによって異なっており、日によってはこの番組が同日の最終番組となる事もあった。

## 出演
解説：弓場季彦

## 関連書籍
- 映画、観ませんか。―「TVNラビリンスシアター」保存版